# حروب تركستان الشرقية
حروب تركستان هي مجموعة من المعارك التي حصلت في تركستان الشرقية في ثلاثينيات وأربعينيات القرن الماضي السبب الأساسي لهذه الحروب هو انفصال تركستان عن الصين وتمكنت من ذلك في مرتين لكن سرعان ما قامت الصين بالقضاء على ذلك.

## خلفية تاريخية
منذ دخول الإسلام إلى الصين والمسلمون يعيشون بسلام ويشاركون في جميع أمور الحياة ووصولوا إلى مناصب عالية في السلطة والجيش حتى جاءت أسرة المانشو إلى الحكم في الصين سنة (1054 هـ / 1644 م)، وفي بدأ عهد أسرة مانشو بدأت حملة من الاضطهاد والعذاب للمسلمين في الصين، اضطر معها المسلمون للجوء إلى الصراع المسلح سنة (1058 هـ / 1648 م)، مطالبين بالحرية الدينية، وهو ما كلفهم الكثير من الدماء والأرواح، وقتل مئات الآلاف من المسلمين، وقُمعت ثورات المسلمين بقسوة شديدة، وصلت إلى حد المذابح والإبادة الجماعية، كما يصفها المؤرخون وقد استولى الصينيون على تركستان الشرقية سنة (1174 هـ / 1760 م) بعد أن ضعف أمر المسلمين بها، وقتلت القوات الصينية وقتها مليون مسلم، كما اتبعت الصين سياسة استيطانية في تركستان الشرقية، أو ما يسمى بسياسة «تصيين تركستان الشرقية»، عن طريق نقل كتل بشرية صينية إليها؛ فقام المسلمون بثورات عنيفة، منها: ثورة «جنقخ» سنة (1241 هـ / 1825 م)، واستمرت سنتين، ولم تهدأ ثورات المسلمين طوال مائة عام، منها ثورة سنة (1272 هـ / 1855 م)، التي استمرت عشرين عامًا بقيادة «يعقوب بك»، وسجلت أحداثها في كتاب من 330 جزءًا، وقد تمكن بعدها مسلمو تركستان الشرقية من الاستقلال سنة (1282 هـ / 1865 م)، وذلك أثناء الصراع مع أسرة مانشو، واستطاعت الصين مهاجمتها واحتلالها مرة أخرى سنة (1292 هـ 1875 / م).
وتعرضت تركستان الشرقية لأربع غزوات صينية منذ عام (1277 هـ / 1860 م)؛ مرتين في عهد أسرة مانشو، ومرة في عهد الصين الوطنية، ومرة في عهد الصين الشيوعية. وقد أدت هذه الثورات والمذابح الصينية إلى إبادة كثير من المسلمين، وحدوث عدة هجرات من هذا الإقليم إلى المناطق المجاورة.

## بداية المعارك
ابتدأت تلك المعارك بعد ثورة تركستان (1931) التي قام بها سكان تركستان الشرقية ضد الحكومة الصينية بعد اضطهادها لهم. وبعد هذه الثورة تمكن المسلمون في تركستان من إقامة جمهورية تركستان الشرقية الأولى 
لم تقبل الصين بانفصال تركستان الشرقية ولم يقبل شعب تركستان بالعيش تحت ظل الحكومة الصينية التي يعتبروها محتلا لبلادهم لذلك اندلعت العديد من المعارك والثورات بين الطرفين.

## أبرز المعارك
- معركة كاشغر (1933)
- معركة كاشغر (1934)
- معركة ياركند
- معركة توكسون
- معركة سيكيس طاش
- معركة ينجيسار[3]

## أبرز الثورات
- ثورة تركستان (1931)
- ثورة القيرغيز
- ثورة شارلخليك[3]

## ما بعد حروب تركستان
في ثلاثينيات وأربعينيات القرن العشرين حصلت أضخم وأشرس المعارك بين الصين وتركستان الشرقية وظهرت أبرز الشخصيات الإسلامية هناك لكن بعد وصول الحكومة الشيوعية للسلطة قامت بارتكاب العديد من المجازر والتعتيم على ثورات المسلمين ومنع تواصلهم مع العالم ومع ذلك قام المسلمون بعدة ثورات مثل ثورة غولجا وبدورها قامت القوات الشيوعية بارتكاب العديد من المجازر مثل مجزرة بارين ومجزرة خوتن ناحية، ومجزرة يلكيكي اللتان ارتكبتا في القرن الواحد والعشرين